# NaLyssa Smith
NaLyssa Smith (ur. 8 sierpnia 2000 w San Antonio) – amerykańska koszykarka, występująca na pozycji silnej skrzydłowej, obecnie zawodniczka Las Vegas Aces.
W 2018 wystąpiła w meczu wschodzących gwiazd McDonald’s All-American.

## Osiągnięcia
Stan na 2 marca 2023, na podstawie, o ile nie zaznaczono inaczej.

### NCAA
- Mistrzyni NCAA (2019)
- Uczestniczka rozgrywek:
  - Elite 8 turnieju NCAA (2019, 2021)
  - turnieju NCAA (2019, 2021, 2022)
- Mistrzyni:
  - turnieju konferencji Big 12 (2019, 2021)
  - sezonu regularnego Big 12 (2019–2022)
- Koszykarka roku konferencji Big 12 (2021, 2022)
- Laureatka nagród:
  - Wade Trophy (2021)
  - Katrina McClain Award (2021, 2022)
  - dla najlepszej rezerwowej konferencji Big 12 (2019 według Waco-Tribune Herald)
  - Texas Sophomore Of The Year (2020)
- Zaliczona do:
  - I składu:
    - All-American (2021 przez Associated Press, WBCA, ESPN, 2022 przez kapitułę Woodena, USBWA, Associated Press, The Athletic, Sports Illustrated)
    - Big 12 (2020–2022)
    - defensywnego Big 12 (2022)
    - turnieju regionalnego Riverwalk NCAA (2021)
    - All-Texas (2020)
    - najlepszych pierwszorocznych zawodniczek Big 12 (2019)

  - II składu All-American (2021 przez USBWA)
  - składu honorable mention All-American (2020 przez WBCA, Associated Press)
- Zawodniczka kolejki konferencji Big 12 (13.01.2020, 11.11.2019)
- Liderka:
  - NCAA w liczbie celnych rzutów z gry (2022 – 304)
  - Big 12 w:
    - średniej:
      - punktów (2022 – 22,1)
      - zbiórek (2022 – 11,5)

    - liczbie:
      - punktów (2022 –772)
      - zbiórek (2022 – 403)
      - celnych:
        - (304) i oddanych (553) rzutów z gry (2022)
        - rzutów wolnych (2022 – 155)

    - skuteczności rzutów z gry (2020 – 58,6%)

### WNBA
- Zaliczona do I składu debiutantek WNBA (2022)
- Uczestniczka WNBA Skills Challenge (2022 – 2. miejsce)

### Reprezentacja
5x5
- Mistrzyni Ameryki U–18 (2018)[4]

3x3
- Brązowa medalistka mistrzostw Ameryki 3x3 (2022)